# Скорик Адріана Ярославівна
Адріа́на Яросла́вівна Ско́рик (нар. 1965) — українська вчена, проректор з наукової роботи НМАУ ім. П. І. Чайковського, доктор мистецтвознавства, професор, Заслужений діяч мистецтв України, викладач, публіцист, дружина композитора, Героя України Мирослава Скорика.

## Життєпис
У 1987 році закінчила Львівський державний університет імені І. Франка (Львівський національний університет імені Івана Франка).
У 2009 році захистила дисертацію на здобуття наукового ступеня кандидата мистецтвознавства на тему «Музичні програми регіонального телебачення в інформаційному просторі сучасності».
У 2014 році завершила навчання в докторантурі НМАУ імені П. І. Чайковського кафедри «Теорія та історія культури». 2015 року у НМАУ імені П. І. Чайковського захистила докторську дисертацію «Мистецтво телекомунікації в глобальному просторі медіакультури. Український дискурс».
Професійно забезпечуючи науковий напрямок Академії, Скорик А. Я. є провідним фахівцем у галузі мистецтва, культурології та медіадіяльності.
Значний культурно-мистецький резонанс мали такі телевізійні проекти, започатковані Скорик А. Я. як «Камерата», «У мажорі та мінорі», «Плеяда». За сприяння Скорик А. Я. були організовані масштабні музичні проекти, що збагатили культурно-мистецьке життя України та зарубіжжя. Серед них, такі як: "ТРИ «С»; «Мирослав Скорик в стилі джаз», «Скорик-Мусоргський», «Парад концертів Мирослава Скорика», «Симфо-Опера» тощо. Автор навчальної програми «Мистецтво медіакультури у світовому художньому просторі» для магістрів, «Мистецтво медіа як соціокультурний феномен сучасності» для аспірантів, а також «Медіакультура в системі сучасних комунікаційних практик», «Соціокультурні технології в медіакультурі».
Скорик А. Я. постійно бере участь у мистецьких програмах творчих спілок України, член Національної спілки журналістів України з 1994.
Важливим є науковий доробок А. Скорик, який складає понад 50 статей, присвячених питанням масмедіа та медіакультурі. Очолюючи редколегії двох фахових журналів «Часопис НМАУ ім. П. І. Чайковського» та «Українське музикознавство» А. Скорик є Членом редколегії журналу «Українська культура: минуле, сучасне, шляхи розвитку» (м. Рівне, Україна).
Маючи вагомий науковий досвід, А. Скорик є членом Експертної ради з культурології та мистецтвознавства МОН України та членом Координаційної ради з експертизи тем наукових досліджень Національної академії мистецтв України.
Важливого наукового значення має діяльність А. Скорик на посаді Голови науково- аналітичної ради НМАУ ім. П. І. Чайковського та члена спеціалізованої вченої ради НМАУ ім..П. І. Чайковського Д 26.005.02.

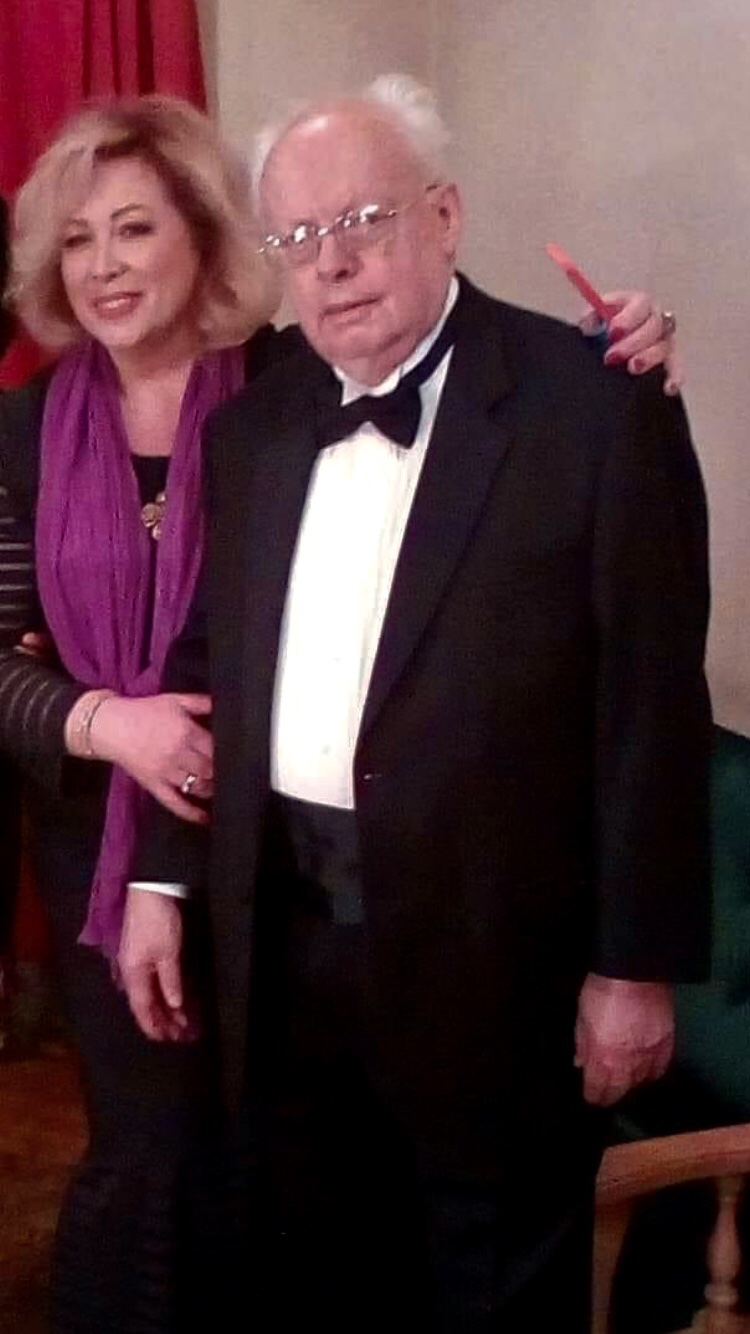
Подружжя Скорик

У 2023 році з ініціативи А. Скорик було засновано Міжнародний культурно-мистецький фестиваль Пам'яті Героя України, лауреата Національної премії України ім. Т. Г. Шевченка, Академіка Мирослава Скорика в рамках якої проходить Міжнародна наукова конференція «Ціннісні виміри культурно-мистецької діяльності Мирослава Скорика». Вже у першій конференції взяли участь понад 100 доповідачів з 5 країн світу (включно з Україною): Україна, США, Франція, Туреччина, Об'єднані Арабські Емірати. 

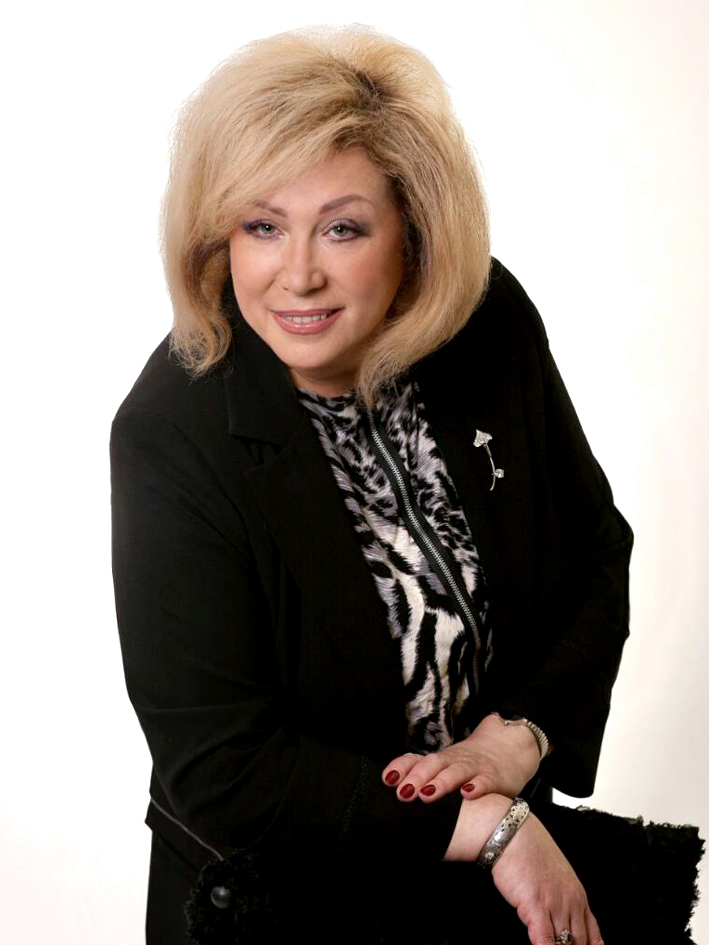
Адріана Скорик

## Перелік наукових публікацій А. Скорик
- SKORYK ADRIANA. DISCURSIVE  PRACTICES OF MEDIA  CULTURE: CULTURAL ASPECT Culture and Art Panorama of Ukraine:collective monograph / I.Petrova, S.Vytkalov,etc.Lviv-Torun:Liha-Pres, 2020. P.85-104 [164 p.] DOI https://doi.org/ 10.36059/978-966-397-186-5/85-104
- Скорик А. Я. Масмедіа і культура України  / Філософія культури: основні поняття, напрями, персоналії. Навчальний посібник для студентів вищих навчальних закладів. За заг. ред. М. О. Тимошенка. К.-Чернівці: Букрек, 2020. С.137-151.
- Adriana Skoryk. Mass media as a reflection of socio-cultural transformations of society //National Academy of Managerial Staff of Culture and Arts Herald. 2017. Issue 4, pp. 37–41 http://journals.uran.ua/visnyknakkkim/article/view/138717/135960
- Adrianа Skoryk. Information environment: cultyrological dimension //National Academy of Managerial Staff of Culture and Arts Herald, Kyiv. 2018. Issue 1, pp. 42–46http://journals.uran.ua/visnyknakkkim/article/view/159757/158999
- Скорик А. Я. Екранне насилля у сучасному медійному контенті / А. Я. Скорик // Вісник Національної академії керівних кадрів культури і мистецтв. — 2014. — № 4. — С. 95-101. — Режим доступу: http://nbuv.gov.ua/UJRN/vdakkkm_2014_4_22
- Serhii Vytkalov, Lesia Smyrna, Iryna Petrova, Adriana Skoryk, Olena Goncharova The Image of the Other in the Cultural Practices of the Modernity. Национално издателство за образование и наука «Аз-буки» Filosofiya-Philosophy Volume 31, Number 1, 2022. Pp. 19-29. https://doi.org/10.53656/phil2022-01-02
- Скорик А. Я. Масмедіа як віддзеркалення соціокультурних трансформацій суспільства.- Вісник Національної академії керівних кадрів культури і мистецтва.- № 4, 2017.- Київ-2017.- ISSN 2226-3209.- 299 с.- С. 37-42.
- Скорик А. Я. Мистецтво телекомунікації у полі культурознавства: проблема меж.- Міжнародний вісник: культурологія, філософія, музикознавство.- Вип. II (9), 2017.- ISSN 2312-4679.- 295 c. — C. 9-15.
- Скорик А. Я. Соціокультура і система інноваційних масмедійних трансформацій суспільства. Український контекст.-  Міжнародна конференція «Інноваційні технології в науці та освіті. Європейський досвід».(21-24 листопада 2017 р.м. Відень, Австрія): Матеріали. У 2-х томах. Том I.- Дніпро — Відень, 2017 р.- 400 с.- С.158-164.
- Скорик А. Я. Соціокультурне буття медій: функціонування та зміни відтворення.- Часопис Національної музичної академії України імені П. І. Чайковського , 2016, № 4 (33).- ISSN  2414—052Х.- 155 с.-С. 115—125.
- Скорик А. Я. Телекомунікації як мистецтво у полі культур.-Вісник Прикарпатського університету. Мистецтвознавство. Випуск 32, -  2015 р. -ББК 72.4(4 Укр)+85.В-53.-247 с.-С.147-153.
- Скорик А. Я. Екранне мистецтво як комунікативний продукт.- Актуальні проблеми історії, теорії та практики художньої культури:(зб. наук. Праць; вип. ХХХIII).-К.:Міленіум, 2014. — ББК 87.6 Х 98. — 362 с. — 126—139.